# Philip Stone
Philip Stone (Leeds, 14 april 1924 - Londen, 15 juni 2003) was een Engels acteur. Stone was vooral bekend als Delbert Grady uit de horrorfilm The Shining.

## Acteercarrière
De eerste filmrol van Stone kwam in 1964 toen hij de rol van professor John Lancaster speelde in de sciencefictionfilm Unearthy Stranger van regisseur John Krish. Daarvoor had Stone geacteerd op televisie zoals in de reeksen De Wrekers (twee afleveringen) en A Chance of Thunder (twee afleveringen). Zijn voornaamste hoofdrol op televisie was die van brigadier Davidson in de Britse misdaadreeks The Rat Catchers (1966-1967). De reeks liep twee seizoenen.
Onder zijn eerste definiërende rol op het grote scherm kan worden begrepen zijn vertolking van de niet bij naam genoemde vader van Alex (Malcolm McDowell) in A Clockwork Orange van Stanley Kubrick uit 1971, naar de roman van de Britse schrijver Anthony Burgess.
Twee jaar na de film A Clockwork Orange speelde hij de nazi Alfred Jodl, een van de generaals van Adolf Hitler, in het historische docudrama Hitler: The Last Ten Days. In 1975 werkte Stone opnieuw samen met Stanley Kubrick voor diens historische oorlogsdrama Barry Lyndon. De film, een bewerking van de 19e-eeuwse roman The Luck of Barry Lyndon, werd lauw onthaald. Stone werd door Kubrick gecast als Graham, de boekhouder van de achttiende-eeuwse familie Lyndon. In 1976 speelde hij een secretaris in de oorlogsfilm Voyage of the Damned.
In 1978 leende Stone zijn stem aan Théoden voor de animatiefilm The Lord of the Rings van Ralph Bakshi gebaseerd op de boekenserie van J.R.R. Tolkien. In 1980 werd Stone een derde keer benaderd door Stanley Kubrick om bij te dragen aan een van zijn films. Ditmaal voor zijn gewaardeerde horrorfilm The Shining, die echter wel de kantjes af loopt van het gelijknamige boek geschreven door Stephen King. Stone vertolkte Delbert Grady, de met een uitgesproken Brits accent pratende voormalige caretaker (conciërge) van het vervloekte Overlook Hotel. Dat is het hotel waar het gezin van Jack Torrance (Jack Nicholson) gedurende de winter op moet passen. Grady vermoordde zijn vrouw en tweelingdochters in het hotel omdat hij na verloop van tijd krankzinnig werd van de job als conciërge. Samen met Joe Turkel is Stone de enige acteur die drie Kubrickfilms heeft gedraaid.
Stone had medio jaren tachtig een laatste grote rol op het witte doek, toen hij als Captain Phillip Blumburtt te zien was in de avonturenfilm Indiana Jones and the Temple of Doom (1984) van Steven Spielberg. Stone had ten slotte gastrollen in televisieseries als Dalziel and Pascoe, A Touch of Frost, Heartbeat, Yes, Minister, Bergerac en de soap Coronation Street. Zijn laatste filmrol had Stone in 1993. Stone speelde een bisschop in The Baby of Mâcon van regisseur Peter Greenaway.
Stone overleed op 15 juni 2003. Zijn vrouw stierf al in 1984 en ze hadden twee kinderen. Hij werd 79 jaar.

## Filmografie
Selectie (exclusief televisieseries):
- Unearthy Stranger (1964) - als professor John Lancaster
- Thunderball (1965) - als SPECTRE #5 (onvermeld)
- Two Gentlemen Sharing (1969) - als Mr. Burrows
- Fragment of Fear (1970) - als CID Sergeant
- Carry On Loving (1970) - als Robinson
- The Man Who Had Power Over Women (1970) - als vader van Angela
- Quest for Love (1971) - als Mason
- A Clockwork Orange (1971) - als "Pa" DeLarge
- O Lucky Man! (1973) - als Jenkins / ondervrager / majoor van het Leger des Heils
- Hitler: The Last Ten Days (1973) - als generaal Alfred Jodl
- Barry Lyndon (1975) - als Graham
- Voyage of the Damned (1976) - als secretaris
- It Shouldn't Happen to a Vet (1977) - als Jack
- The Medusa Touch (1978) - als Dean
- The Lord of the Rings (1978) - als Théoden / Uglúk (stem)
- The Shining (1980) - als Delbert Grady
- Flash Gordon (1980) - als Zogi
- Green Ice (1981) - als Jochim Kellerman
- Pope John Paul II (1984) - als aartsbisschop Eugeniusz Baziak
- Indiana Jones and the Temple of Doom (1984) - als kapitein Phillip Blumburtt
- Shadowlands (1985) - als Harry Harrington
- The Baby of Mâcon (1993) - als bisschop